# Hannie Pollmann-Zaal
Hannie Pollmann-Zaal (* 7. August 1952; † 2. Januar 2010 in Brüssel) war eine niederländische Diplomatin.

## Biografie
Nach dem Eintritt in den Diplomatischen Dienst der Niederlande fand sie neben Tätigkeiten im Außenministerium Verwendungen an den Botschaften in Tansania und Rom sowie an den Ständigen Vertretungen bei der Europäischen Union und bei der Organisation für Sicherheit und Zusammenarbeit in Europa (OSZE) in Wien.
Als Nachfolgerin von Rudolf Bekink wurde sie im Mai 2008 Botschafterin in Belgien. In dieser Funktion erreichte sie Bekanntheit während des Konflikts um die weitere Vertiefung der Westerschelde und der Darstellung der niederländischen Haltung gegenüber dem Ministerpräsidenten von Flandern Kris Peeters.
Nachfolgerin als Botschafterin wurde nach ihrem Tod Renilde Weiffenbach-Steeghs. Bei dem Trauergottesdienst waren neben Kris Peters auch der niederländische Staatssekretär für Europaangelegenheiten Frans Timmermans von der Partij van de Arbeid (PvdA) anwesend.